# Choteč (kraj środkowoczeski)
Choteč – wieś i gmina w Czechach, w powiecie Praga-Zachód, w kraju środkowoczeskim. Według danych z dnia 1 stycznia 2013 liczyła 353 mieszkańców.